# Стоян Бончев
Стоян Бончев (роден на 8 септември 1958 г.) е бивш български футболист, офанзивен полузащитник. В кариерата си играе за Чирпан, Берое (Стара Загора) и Локомотив (Стара Загора).

## Биография
Бончев започва кариерата си в Чирпан. Изиграва 158 мача за отбора в Б група, в които бележи 35 гола.
През лятото на 1985 г. преминава в Берое. Още в дебютния си сезон в А група, 1985/86, става шампион на България. По време на кампанията изиграва 27 мача, в които бележи 7 попадения. Остава в Берое общо 3 години, в които записва 59 мача с 13 гола в първенството.
През 1988 г. Бончев преминава в Локомотив (Стара Загора).